# Dions
Dions [djɔ̃s] est une commune française située dans le centre du département du Gard, en région Occitanie.
Exposée à un climat méditerranéen, elle est drainée par le Gard, le Bourdic, le ruisseau de Braune, le ruisseau de Goutajon, Valat de Gouloubert et par divers autres petits cours d'eau. Incluse dans les gorges du Gardon, la commune possède un patrimoine naturel remarquable : trois sites Natura 2000 (« le Gardon et ses gorges », les « gorges du Gardon » et le « camp des Garrigues ») et quatre zones naturelles d'intérêt écologique, faunistique et floristique.
Dions est une commune rurale qui compte 531 habitants en 2022, après avoir connu une forte hausse de la population depuis 1962. Elle fait partie de l'aire d'attraction de Nîmes. Ses habitants sont appelés les Dionsois ou  Dionsoises.

## Géographie

### Localisation
Commune située dans l'aire urbaine de Nîmes à 15 km de cette ville.
|             | Saint-Chaptes |                  |
| La Calmette | Dions         | Sainte-Anastasie |
|             | Nîmes         |                  |

### Hydrographie et relief
Le Gardon traverse la commune.

### Climat
Pour des articles plus généraux, voir Climat de l'Occitanie et Climat du Gard.
En 2010, le climat de la commune est de type climat méditerranéen franc, selon une étude s'appuyant sur une série de données couvrant la période 1971-2000. En 2020, Météo-France publie une typologie des climats de la France métropolitaine dans laquelle la commune est exposée à un climat méditerranéen et est dans la région climatique Provence, Languedoc-Roussillon, caractérisée par une pluviométrie faible en été, un très bon ensoleillement (2 600 h/an), un été chaud (21,5 °C), un air très sec en été, sec en toutes saisons, des vents forts (fréquence de 40 à 50 % de vents > 5 m/s) et peu de brouillards.
Pour la période 1971-2000, la température annuelle moyenne est de 14,4 °C, avec une amplitude thermique annuelle de 17,4 °C. Le cumul annuel moyen de précipitations est de 762 mm, avec 5,9 jours de précipitations en janvier et 3 jours en juillet. Pour la période 1991-2020, la température moyenne annuelle observée sur la station météorologique la plus proche, située sur la commune de La Rouvière à 5 km à vol d'oiseau, est de 14,5 °C et le cumul annuel moyen de précipitations est de 914,4 mm,. Pour l'avenir, les paramètres climatiques de la commune estimés pour 2050 selon différents scénarios d’émission de gaz à effet de serre sont consultables sur un site dédié publié par Météo-France en novembre 2022.

### Milieux naturels et biodiversité

#### Espaces protégés
La protection réglementaire est le mode d’intervention le plus fort pour préserver des espaces naturels remarquables et leur biodiversité associée,.
La commune fait également partie des gorges du Gardon, un territoire  reconnu réserve de biosphère par l'UNESCO en 2015 pour l'importante biodiversité qui la caractérise, mariant garrigues, plaines agricoles et yeuseraies,.

#### Réseau Natura 2000

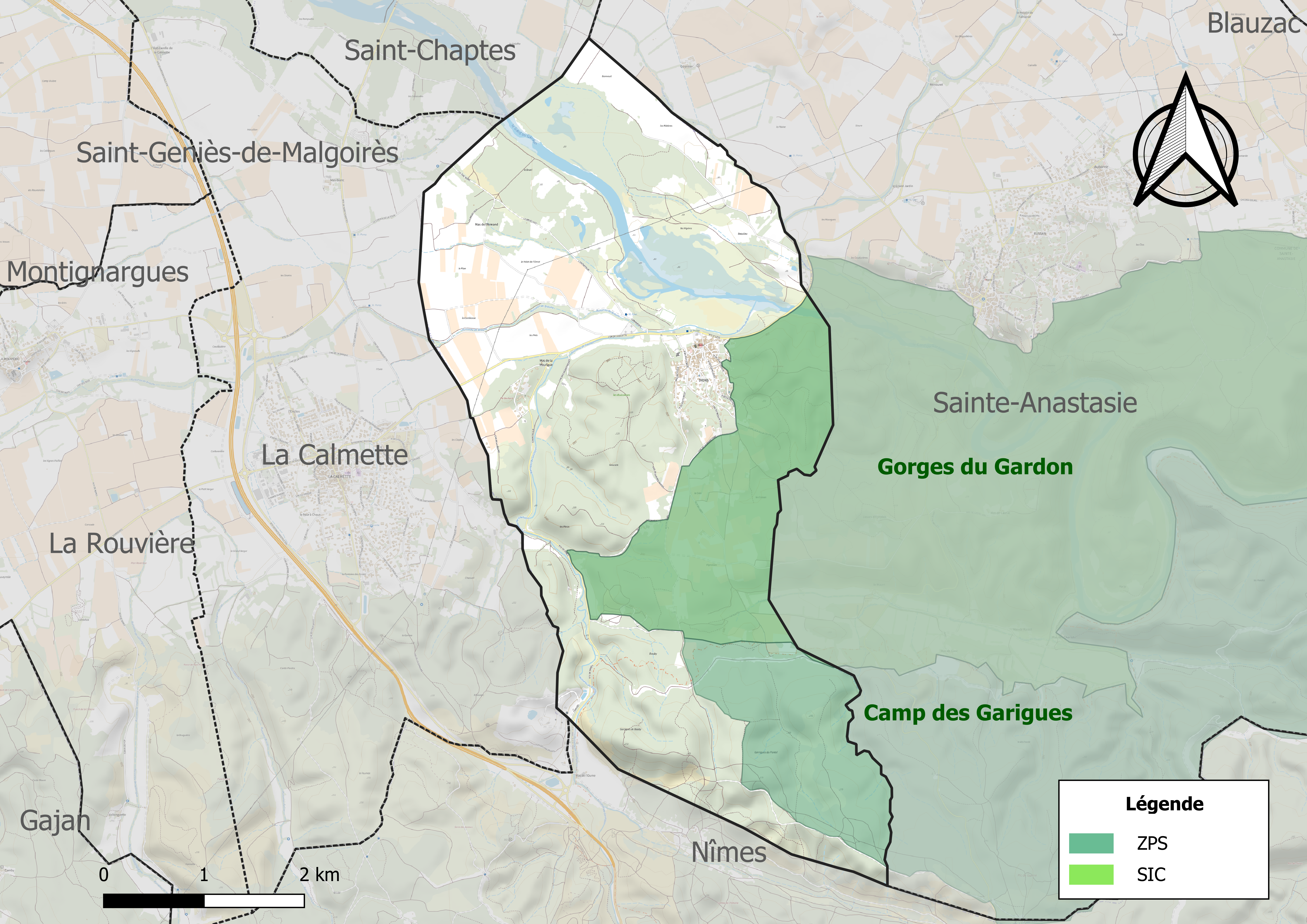
Site Natura 2000 sur le territoire communal.

Le réseau Natura 2000 est un réseau écologique européen de sites naturels d'intérêt écologique élaboré à partir des directives habitats et oiseaux, constitué de zones spéciales de conservation (ZSC) et de zones de protection spéciale (ZPS).
Un site Natura 2000 a été défini sur la commune au titre de la directive habitats :
- « le Gardon et ses gorges », d'une superficie de 7 009 ha, présentant une importante diversité des habitats et des espèces. Les nombreuses grottes permettent d'accueillir une bonne diversité de Chiroptères. Dans les gorges, se trouvent des formations de Chênes verts peu perturbées avec des espèces particulièrement rares (Cyclamen des Baléares)[13]

et deux au titre de la directive oiseaux : 
- les « gorges du Gardon », d'une superficie de 7 024 ha, abritant trois espèces de rapaces remarquables, l'Aigle de Bonelli, le Circaète Jean-le-Blanc et le Vautour percnoptère[14] ;
- le « camp des Garrigues », d'une superficie de 2 089 ha, présentant une richesse avifaunistique marquée notamment par la présence du cortège des espèces des garrigues méditerranéennes. Les principales espèces de passereaux et assimilés caractéristiques des zones méditerranéennes sont présentes dans le camp. Il présente aussi un intérêt majeur comme site de nidification et comme territoire de chasse pour de nombreux rapaces : Aigle de Bonelli, Milan noir, Grand Duc d'Europe, Circaète Jean-le-Blanc et busard cendré[15].

#### Zones naturelles d'intérêt écologique, faunistique et floristique
L’inventaire des zones naturelles d'intérêt écologique, faunistique et floristique (ZNIEFF) a pour objectif de réaliser une couverture des zones les plus intéressantes sur le plan écologique, essentiellement dans la perspective d’améliorer la connaissance du patrimoine naturel national et de fournir aux différents décideurs un outil d’aide à la prise en compte de l’environnement dans l’aménagement du territoire.
Deux ZNIEFF de type 1 sont recensées sur la commune :
les « gorges du Gardon » (5 231 ha), couvrant 10 communes du département, et 
la « rivière du Gardon entre Moussac et Russan » (682 ha), couvrant 7 communes du département
et deux ZNIEFF de type 2, : 
- le « plateau Saint-Nicolas » (15 838 ha), couvrant 16 communes du département[19] ;
- la « vallée moyenne des Gardons » (1 848 ha), couvrant 24 communes du département[20].

Carte des ZNIEFF de type 1 et 2 à Dions.
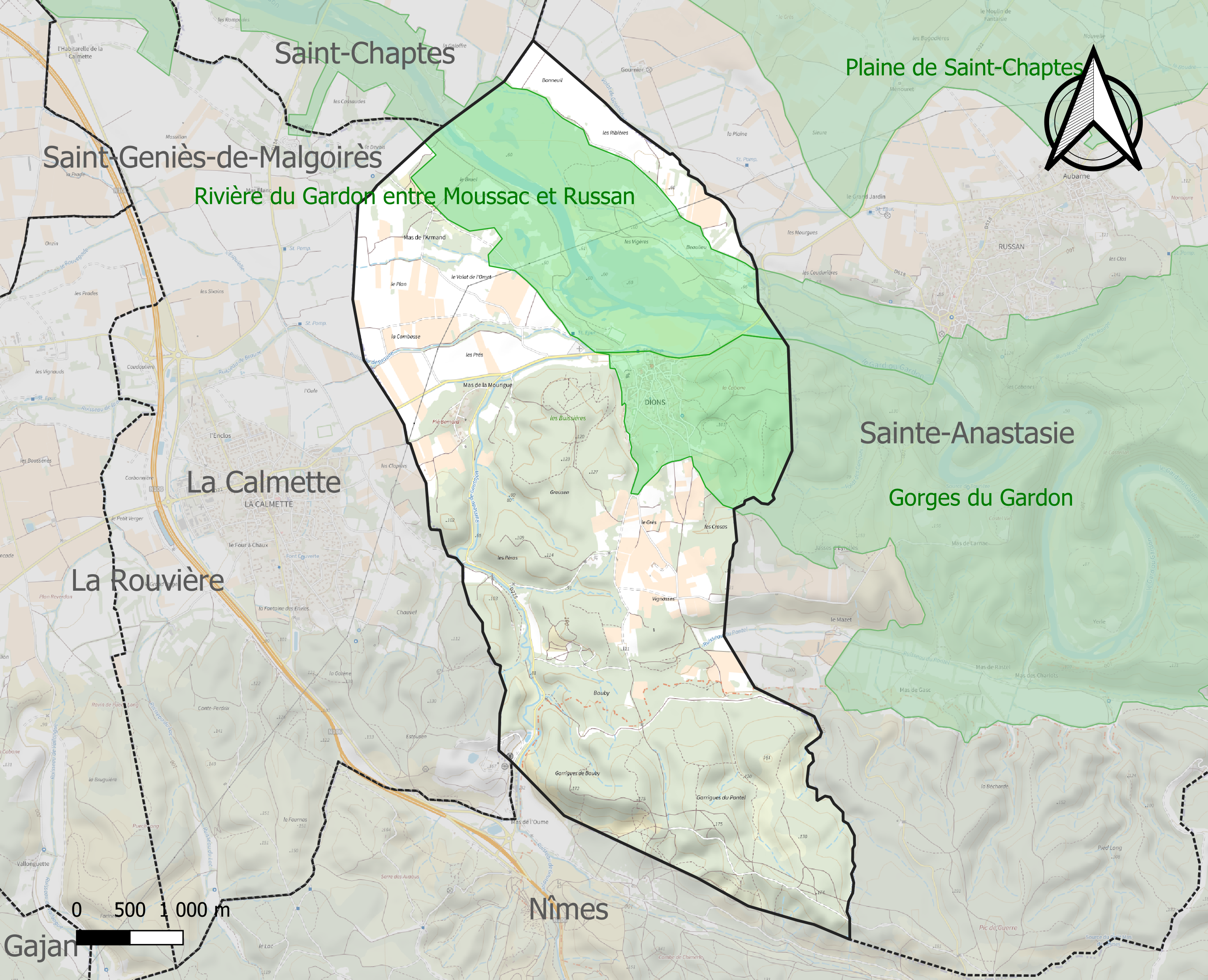
Carte des ZNIEFF de type 1 sur la commune.
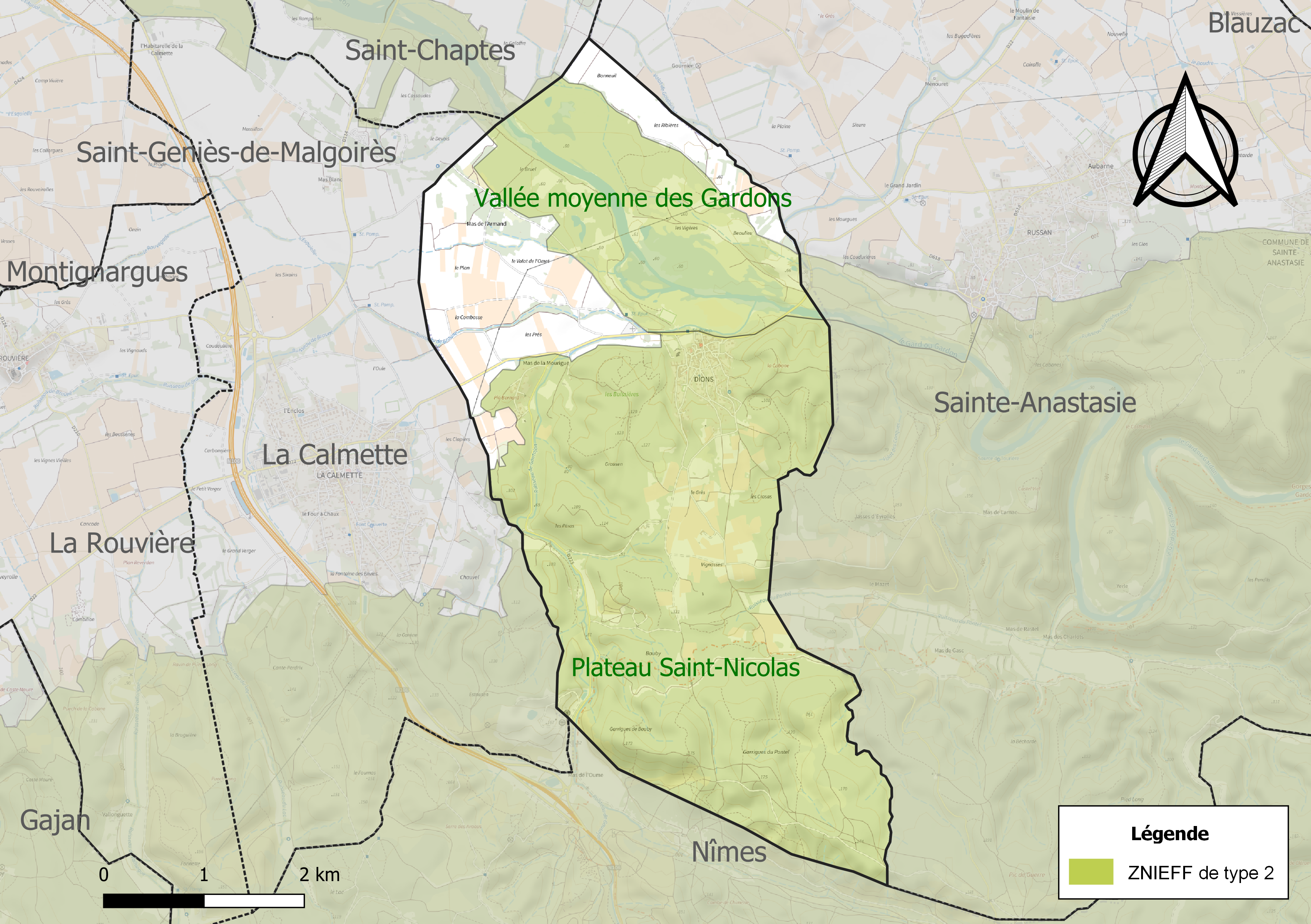
Carte des ZNIEFF de type 2 sur la commune.

## Urbanisme

### Typologie
Au 1er janvier 2024, Dions est catégorisée commune rurale à habitat dispersé, selon la nouvelle grille communale de densité à sept niveaux définie par l'Insee en 2022.
Elle est située hors unité urbaine. Par ailleurs la commune fait partie de l'aire d'attraction de Nîmes, dont elle est une commune de la couronne,. Cette aire, qui regroupe 92 communes, est catégorisée dans les aires de 200 000 à moins de 700 000 habitants,.

### Occupation des sols
L'occupation des sols de la commune, telle qu'elle ressort de la base de données européenne d’occupation biophysique des sols Corine Land Cover (CLC), est marquée par l'importance des forêts et milieux semi-naturels (69,8 % en 2018), en augmentation par rapport à 1990 (66,9 %). La répartition détaillée en 2018 est la suivante : 
forêts (35,2 %), milieux à végétation arbustive et/ou herbacée (29,5 %), cultures permanentes (20,2 %), espaces ouverts, sans ou avec peu de végétation (5,1 %), zones agricoles hétérogènes (3,8 %), prairies (2,4 %), zones urbanisées (2,2 %), terres arables (1,1 %), mines, décharges et chantiers (0,5 %). L'évolution de l’occupation des sols de la commune et de ses infrastructures peut être observée sur les différentes représentations cartographiques du territoire : la carte de Cassini (XVIIIe siècle), la carte d'état-major (1820-1866) et les cartes ou photos aériennes de l'IGN pour la période actuelle (1950 à aujourd'hui).

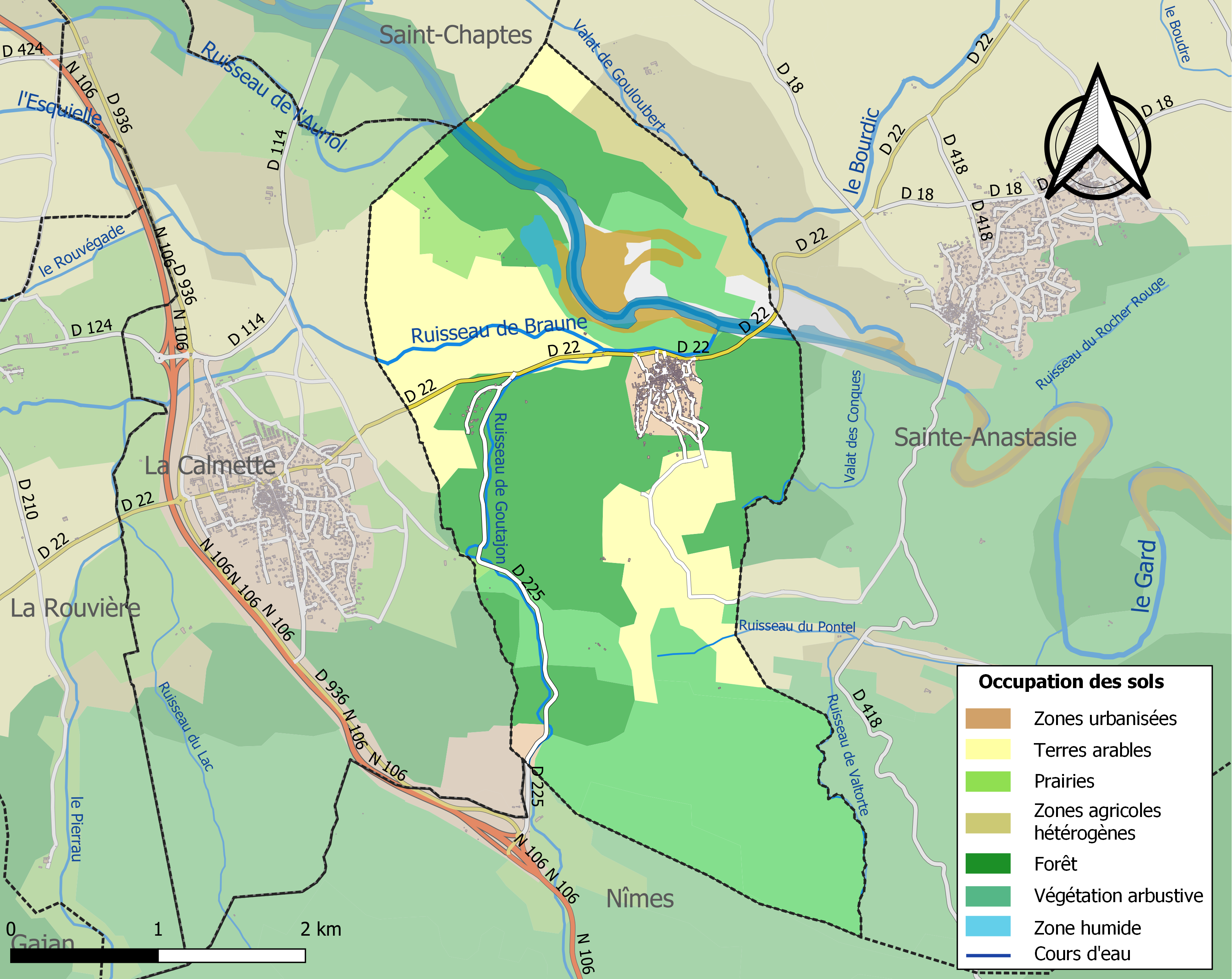
Carte des infrastructures et de l'occupation des sols de la commune en 2018 (CLC).

### Risques majeurs
Le territoire de la commune de Dions est vulnérable à différents aléas naturels : météorologiques (tempête, orage, neige, grand froid, canicule ou sécheresse), inondations, feux de forêts, mouvements de terrains et séisme (sismicité faible). Il est également exposé à un risque technologique, la rupture d'un barrage. Un site publié par le BRGM permet d'évaluer simplement et rapidement les risques d'un bien localisé soit par son adresse soit par le numéro de sa parcelle.

#### Risques naturels
Certaines parties du territoire communal sont susceptibles d’être affectées par le risque d’inondation par débordement de cours d'eau et par une crue torrentielle ou à montée rapide de cours d'eau, notamment le Gard, le Bourdic et le ruisseau de Braune. La commune a été reconnue en état de catastrophe naturelle au titre des dommages causés par les inondations et coulées de boue survenues en 1982, 1988, 1990, 1994, 2001, 2002, 2005 et 2014,.

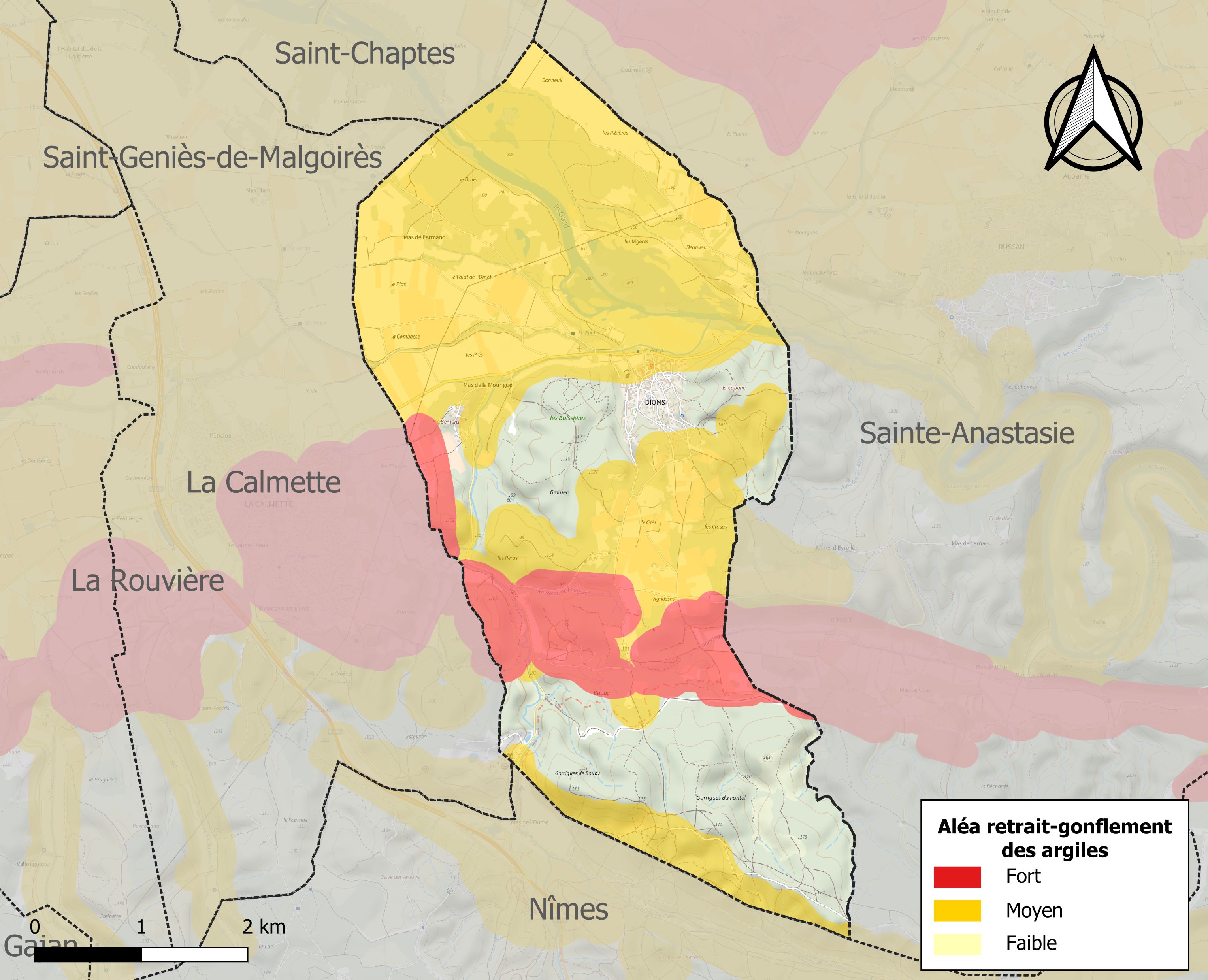
Carte des zones d'aléa retrait-gonflement des sols argileux de Dions.

La commune est vulnérable au risque de mouvements de terrains constitué principalement du retrait-gonflement des sols argileux. Cet aléa est susceptible d'engendrer des dommages importants aux bâtiments en cas d’alternance de périodes de sécheresse et de pluie. 71,9 % de la superficie communale est en aléa moyen ou fort (67,5 % au niveau départemental et 48,5 % au niveau national). Sur les 327 bâtiments dénombrés sur la commune en 2019, 121 sont en aléa moyen ou fort, soit 37 %, à comparer aux 90 % au niveau départemental et 54 % au niveau national. Une cartographie de l'exposition du territoire national au retrait gonflement des sols argileux est disponible sur le site du BRGM,.
Par ailleurs, afin de mieux appréhender le risque d’affaissement de terrain, l'inventaire national des cavités souterraines permet de localiser celles situées sur la commune.

#### Risques technologiques
La commune est en outre située en aval du barrage de Sainte-Cécile-d'Andorge, un ouvrage de classe A doté d'un PPI. À ce titre elle est susceptible d’être touchée par l’onde de submersion consécutive à la rupture de cet ouvrage.

## Toponymie
Attestée sous la forme Dion en 1157, Dions en 1170 et Dyons en 1256.
Ce toponyme provient du gaulois devona/divona, « la divine », présent dans d'autres noms de localités comme Devona Cadurcorum (Cahors, Lot) ou Divonne dans l'Ain[source insuffisante].
Ce mot d'origine indo-européenne est à rapprocher du sanskrit deváh, "dieu", du latin deus, du breton doue, du gallois duw, du vieil-irlandais dia, etc.

## Histoire

### Moyen Âge
Dion en 1157, Dions en 1170, Dyon en 1256, Dyons en 1274, Dions en 1384, Duons en 1463,

## Politique et administration

### Rattachements électoraux
Pour l'élection des députés, elle fait partie de la quatrième circonscription du Gard.

### Liste des maires
| Période                                  | Période          | Identité             | Étiquette | Qualité                           |
| ---------------------------------------- | ---------------- | -------------------- | --------- | --------------------------------- |
| Les données manquantes sont à compléter. |                  |                      |           |                                   |
| 1997                                     | 2008             | Christian Silbermann |           |                                   |
| 2008                                     | 2014             | Charles Picolo       |           | Vice-président de Nîmes Métropole |
| 2014                                     | 2016 (démission) | Marc Gilbert         | SE        |                                   |
| 2016                                     | 2020             | Jean Verdalle        |           |                                   |
| 2020                                     | En cours         | Gérard Theotime      |           |                                   |

## Population et société

### Démographie
L'évolution du nombre d'habitants est connue à travers les recensements de la population effectués dans la commune depuis 1793. Pour les communes de moins de 10 000 habitants, une enquête de recensement portant sur toute la population est réalisée tous les cinq ans, les populations de référence des années intermédiaires étant quant à elles estimées par interpolation ou extrapolation. Pour la commune, le premier recensement exhaustif entrant dans le cadre du nouveau dispositif a été réalisé en 2004.

En 2022, la commune comptait 531 habitants, en évolution de −12,23 % par rapport à 2016 (Gard : +2,97 %, France hors Mayotte : +2,11 %).
| 1793 | 1800 | 1806 | 1821 | 1831 | 1836 | 1841 | 1846 | 1851 |
| ---- | ---- | ---- | ---- | ---- | ---- | ---- | ---- | ---- |
| 618  | 663  | 687  | 711  | 720  | 716  | 700  | 700  | 737  |

| 1856 | 1861 | 1866 | 1872 | 1876 | 1881 | 1886 | 1891 | 1896 |
| ---- | ---- | ---- | ---- | ---- | ---- | ---- | ---- | ---- |
| 737  | 752  | 713  | 665  | 656  | 611  | 573  | 565  | 602  |

| 1901 | 1906 | 1911 | 1921 | 1926 | 1931 | 1936 | 1946 | 1954 |
| ---- | ---- | ---- | ---- | ---- | ---- | ---- | ---- | ---- |
| 580  | 558  | 539  | 452  | 419  | 426  | 422  | 337  | 288  |

| 1962 | 1968 | 1975 | 1982 | 1990 | 1999 | 2004 | 2006 | 2009 |
| ---- | ---- | ---- | ---- | ---- | ---- | ---- | ---- | ---- |
| 311  | 378  | 377  | 393  | 453  | 522  | 540  | 522  | 575  |

| 2014 | 2019 | 2022 | - | - | - | - | - | - |
| ---- | ---- | ---- | - | - | - | - | - | - |
| 599  | 543  | 531  | - | - | - | - | - | - |

## Économie

### Revenus
En 2018  (données Insee publiées en septembre 2021), la commune compte 263 ménages fiscaux, regroupant 584 personnes. La médiane du revenu disponible par unité de consommation est de 22 180 € (20 020 € dans le département).

### Emploi
|                | 2008   | 2013  | 2018  |
| -------------- | ------ | ----- | ----- |
| Commune        | 10,5 % | 9,4 % | 9,3 % |
| Département    | 10,6 % | 12 %  | 12 %  |
| France entière | 8,3 %  | 10 %  | 10 %  |

En 2018, la population âgée de 15 à 64 ans s'élève à 368 personnes, parmi lesquelles on compte 78,5 % d'actifs (69,2 % ayant un emploi et 9,3 % de chômeurs) et 21,5 % d'inactifs,. En  2018, le taux de chômage communal (au sens du recensement) des 15-64 ans est inférieur à celui de la France et du département, alors qu'en 2008 il était supérieur à celui de la France.
La commune fait partie de la couronne de l'aire d'attraction de Nîmes, du fait qu'au moins 15 % des actifs travaillent dans le pôle,. Elle compte 55 emplois en 2018, contre 86 en 2013 et 62 en 2008. Le nombre d'actifs ayant un emploi résidant dans la commune est de 257, soit un indicateur de concentration d'emploi de 21,5 % et un taux d'activité parmi les 15 ans ou plus de 59,4 %.
Sur ces 257 actifs de 15 ans ou plus ayant un emploi, 25 travaillent dans la commune, soit 10 % des habitants. Pour se rendre au travail, 95,1 % des habitants utilisent un véhicule personnel ou de fonction à quatre roues, 2,8 % les transports en commun, 1,2 % s'y rendent en deux-roues, à vélo ou à pied et 0,8 % n'ont pas besoin de transport (travail au domicile).

### Activités hors agriculture
50 établissements sont implantés  à Dions au 31 décembre 2019. Le tableau ci-dessous en détaille le nombre par secteur d'activité et compare les ratios avec ceux du département,.
| Secteur d'activité                                                                                        | Commune | Commune | Département |
| Secteur d'activité                                                                                        | Nombre  | %       | %           |
| --- | ------- | ------- | ----------- |
| Ensemble                                                                                                  | 50      | 100 %   | (100 %)     |
| Industrie manufacturière, industries extractives et autres                                                | 4       | 8 %     | (7,9 %)     |
| Construction                                                                                              | 14      | 28 %    | (15,5 %)    |
| Commerce de gros et de détail, transports, hébergement et restauration                                    | 11      | 22 %    | (30 %)      |
| Information et communication                                                                              | 2       | 4 %     | (2,2 %)     |
| Activités financières et d'assurance                                                                      | 1       | 2 %     | (3 %)       |
| Activités immobilières                                                                                    | 1       | 2 %     | (4,1 %)     |
| Activités spécialisées, scientifiques et techniques et activités de services administratifs et de soutien | 7       | 14 %    | (14,9 %)    |
| Administration publique, enseignement, santé humaine et action sociale                                    | 5       | 10 %    | (13,5 %)    |
| Autres activités de services                                                                              | 5       | 10 %    | (8,8 %)     |

Le secteur de la construction est prépondérant sur la commune puisqu'il représente 28 % du nombre total d'établissements de la commune (14 sur les 50 entreprises implantées  à Dions), contre 15,5 % au niveau départemental.

### Agriculture
La commune est dans les Garrigues, une petite région agricole occupant le centre du département du Gard. En 2020, l'orientation technico-économique de l'agriculture  sur la commune est la viticulture.
|               | 1988 | 2000 | 2010 | 2020 |
| ------------- | ---- | ---- | ---- | ---- |
| Exploitations | 23   | 17   | 13   | 11   |
| SAU (ha)      | 261  | 231  | 190  | 165  |

Le nombre d'exploitations agricoles en activité et ayant leur siège dans la commune est passé de 23 lors du recensement agricole de 1988  à 17 en 2000 puis à 13 en 2010 et enfin à 11 en 2020, soit une baisse de 52 % en 32 ans. Le même mouvement est observé à l'échelle du département qui a perdu pendant cette période 61 % de ses exploitations,. La surface agricole utilisée sur la commune a également diminué, passant de 261 ha en 1988 à 165 ha en 2020. Parallèlement la surface agricole utilisée moyenne par exploitation a augmenté, passant de 11 à 15 ha.

## Culture locale et patrimoine

### Édifices civils
- Château.

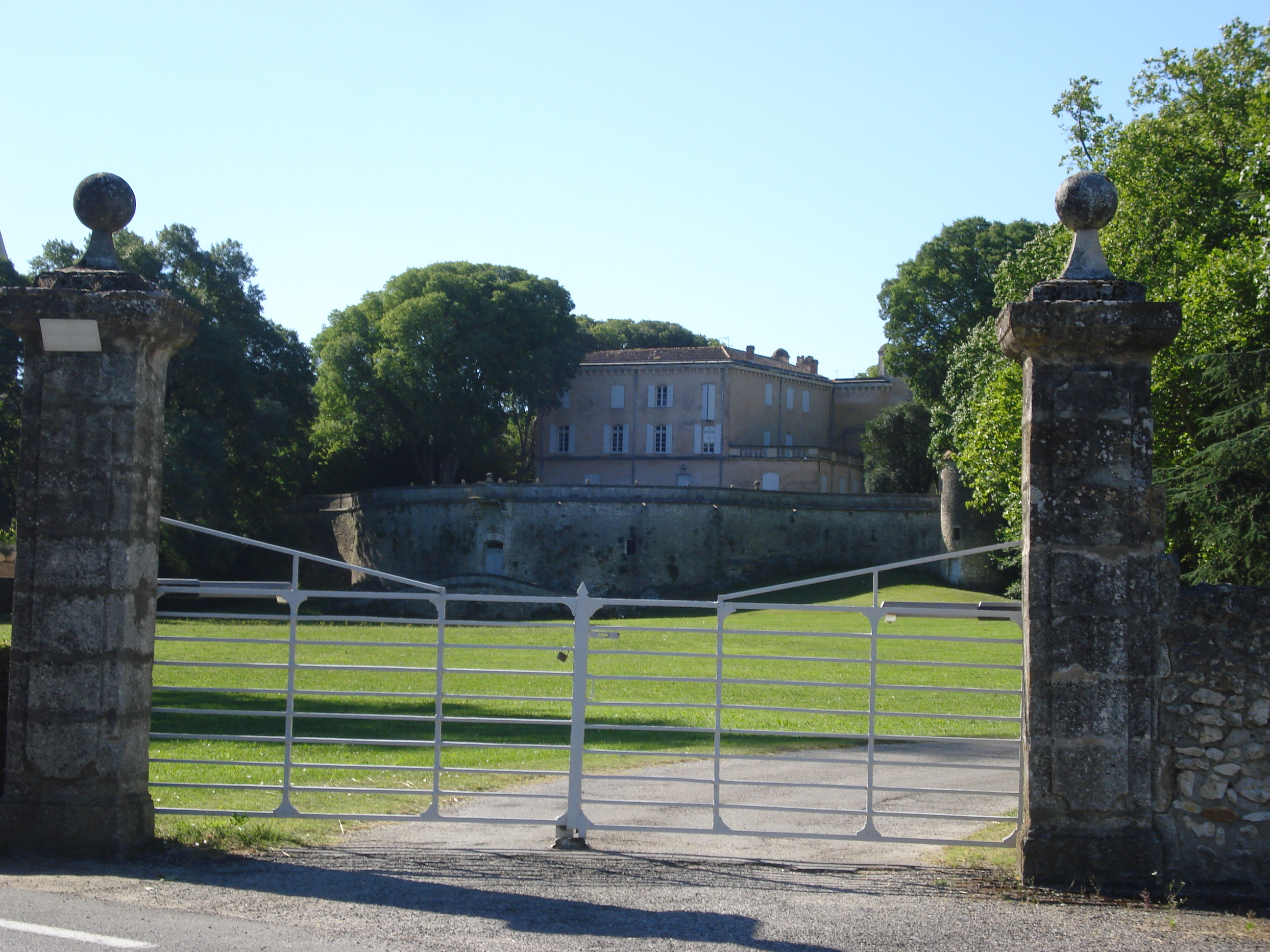
Le château.

Le premier bâtiment est construit par M Rouvière de Cernay au milieu du 18eme siècle : promenade, portail côté village. Il est acheté par Nicolas Meynier, négociant protestant, habitant d'Uzès. Sa nièce, Elisabeth Bruguière  en hérite  et épouse M Trinquelague, bourgeois d'Uzès. Le château actuel date de 1840.

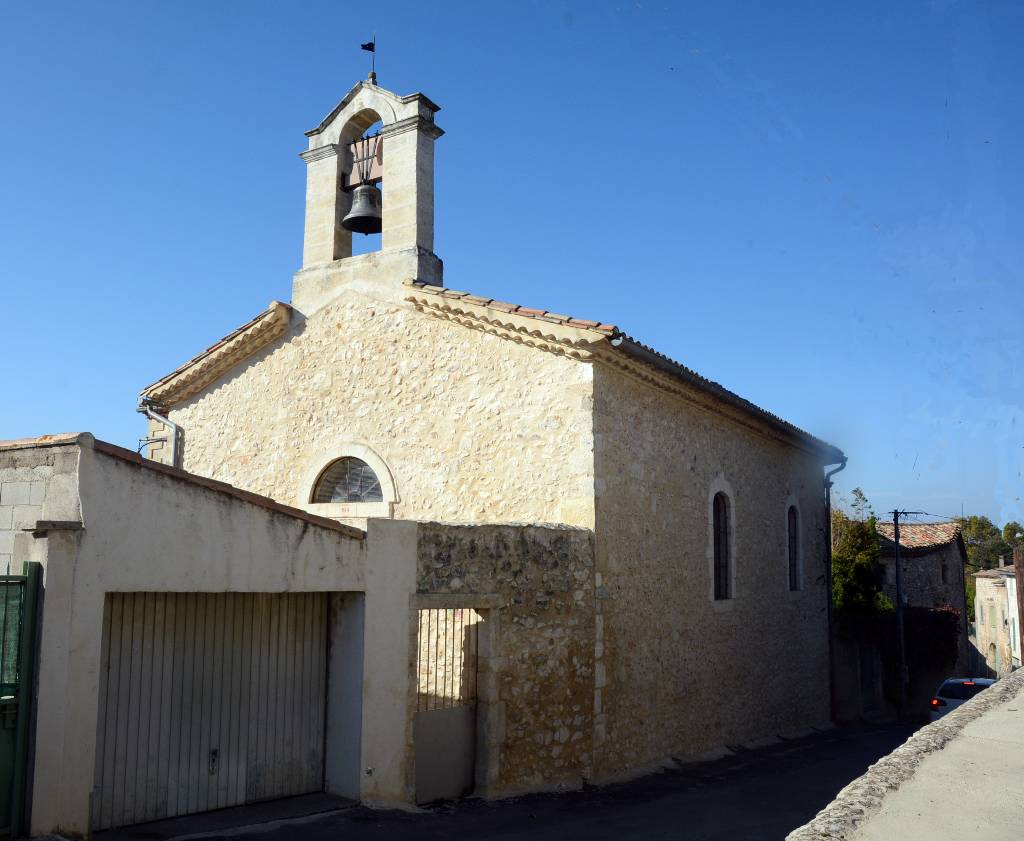
Temple de Dions

### Édifices religieux
- Église Saint-Pierre, construite de 1856 à 1862 à la place d'une chapelle[42].
- Temple protestant (1824)[42].

### Patrimoine culturel
- Moulin à vent de Grès, construit sans doute à la fin du XVIIIe siècle[43], il produisait de la farine. Il a été restauré en 2011 par Bernard Garibald, charpentier-amoulangeur, pour le Syndicat mixte des gorges du Gardon[44]. Ses meules à farine ont été remplacées par une meule à huile parce que le moulin est situé en pleine zone d’oliveraies que le Syndicat veut réhabiliter. Le Syndicat veut remettre en état de marche. «Tout cela pour recréer sur place une culture oléicole», rapportait le journaliste d'Objectif Gard le 5 août 2018[45].

### Patrimoine environnemental

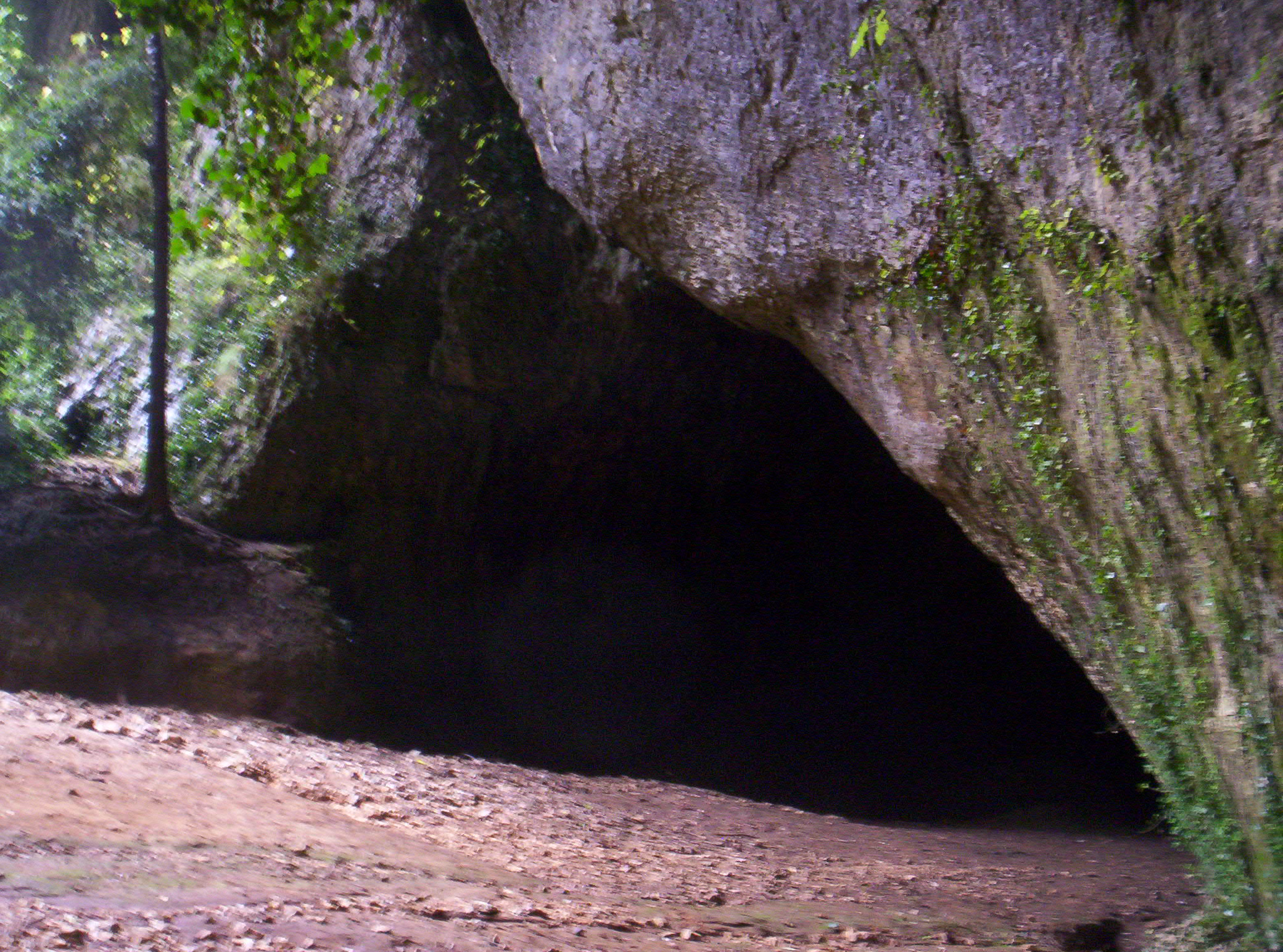
Le gouffre Espeluca.

Le gouffre Espeluca : cavité naturelle située sur la rive droite du Gardon.

### Personnalités liées à la commune
- Charles-François de Trinquelague-Dions[pourquoi ?].

## Héraldique
| Blason de Dions | Blason  | De vair à la fasce losangée d'argent et de sinople. |
| Blason de Dions | Détails | Le statut officiel du blason reste à déterminer.    |